# Giro di Sicilia 2021
Il Giro di Sicilia 2021, venticinquesima edizione della corsa, valevole come evento dell'UCI Europe Tour 2021 categoria 2.1 e come quattordicesima prova della Ciclismo Cup 2021, si svolse in quattro tappe dal 28 settembre al 1º ottobre 2021 su un percorso di 712 km, con partenza da Avola (Siracusa) e con arrivo a Mascali (Catania), in Italia, sulla traccia del programma dell'aprile 2020, poi cancellato per motivi pandemici. La vittoria fu appannaggio dell'italiano Vincenzo Nibali, che completò il percorso in 18h09'50", alla media di 39,199 km/h, precedendo lo spagnolo Alejandro Valverde e il connazionale Alessandro Covi.
Sul traguardo di Mascali 84 ciclisti, su 139 partiti da Avola, portarono a termine la competizione.

## Tappe
| Tappa  | Data         | Percorso                          | km  | Vincitore di tappa    | Leader cl. generale   |
| ------ | ------------ | --------------------------------- | --- | --------------------- | --------------------- |
| 1ª     | 28 settembre | Avola > Licata                    | 179 | Juan Sebastián Molano | Juan Sebastián Molano |
| 2ª     | 29 settembre | Selinunte > Mondello              | 173 | Juan Sebastián Molano | Juan Sebastián Molano |
| 3ª     | 30 settembre | Termini Imerese > Caronia         | 180 | Alejandro Valverde    | Alejandro Valverde    |
| 4ª     | 1º ottobre   | Sant'Agata di Militello > Mascali | 180 | Vincenzo Nibali       | Vincenzo Nibali       |
| Totale | Totale       | Totale                            | 712 |                       |                       |

## Squadre e corridori partecipanti
Partecipano 20 squadre da 7 corridori ciascuna (per un totale di 140 iscritti), appartenenti a 3 categorie: al via ci saranno cinque squadre di categoria UCI World Teams (Israel Start-Up Nation, Movistar Team, Team DSM, Trek-Segafredo, UAE Team Emirates), otto di categoria UCI ProTeams (Bardiani-CSF-Faizanè, Androni Giocattoli-Sidermec, Eolo-Kometa Cycling Team, Vini Zabù, Gazprom-RusVelo, Euskaltel-Euskadi, Caja Rural-Seguros RGA, Rally Cycling), sette di categoria UCI Continental Teams (D'Amico UM Tools, MG.K Vis VPM, Team Colpack Ballan, Work Service-Marchiol-Dynatek, Zalf Euromobil Fior, Amore & Vita, Giotti Victoria-Savini Due).
| N.    | Cod. | Squadra                     |
| ----- | ---- | --------------------------- |
| 1-7   | TFS  | Trek-Segafredo              |
| 11-17 | MOV  | Movistar Team               |
| 21-27 | DSM  | Team DSM                    |
| 31-37 | ISN  | Israel Start-Up Nation      |
| 41-47 | UAD  | UAE Team Emirates           |
| 51-57 | ANS  | Androni Giocattoli-Sidermec |
| 61-67 | BCF  | Bardiani-CSF-Faizanè        |
| 71-77 | CJR  | Caja Rural-Seguros RGA      |
| 81-87 | EOK  | Eolo-Kometa Cycling Team    |
| 91-97 | EUS  | Euskaltel-Euskadi           |

| N.      | Cod. | Squadra                       |
| ------- | ---- | ----------------------------- |
| 101-107 | GAZ  | Gazprom-RusVelo               |
| 111-117 | RLY  | Rally Cycling                 |
| 121-127 | THR  | Vini Zabù                     |
| 131-137 | AMO  | Amore & Vita                  |
| 141-147 | AZT  | D'Amico UM Tools              |
| 151-157 | GTS  | Giotti Victoria-Savini Due    |
| 161-167 | MGK  | MG.K Vis VPM                  |
| 171-177 | CPK  | Team Colpack Ballan           |
| 181-187 | IWM  | Work Service-Marchiol-Dynatek |
| 191-197 | ZEF  | Zalf Euromobil Fior           |

## Dettagli delle tappe

### 1ª tappa
- 28 settembre: Avola > Licata – 179 km

Risultati
| Pos. | Corridore           | Squadra | Tempo    |
| ---- | ------------------- | ------- | -------- |
| 1    | Juan S. Molano      | UAE     | 4h40'58" |
| 2    | Vincenzo Albanese   | Eolo    | s.t.     |
| 3    | Maximiliano Richeze | UAE     | s.t.     |

| Pos. | Corridore           | Squadra | Tempo    |
| ---- | ------------------- | ------- | -------- |
| 1    | Juan S. Molano      | UAE     | 4h40'48" |
| 2    | Vincenzo Albanese   | Eolo    | a 4"     |
| 3    | Maximiliano Richeze | UAE     | a 6"     |

### 2ª tappa
- 29 settembre: Selinunte > Mondello – 173 km

Risultati
| Pos. | Corridore        | Squadra   | Tempo    |
| ---- | ---------------- | --------- | -------- |
| 1    | Juan S. Molano   | UAE       | 4h25'41" |
| 2    | Matteo Moschetti | Trek      | s.t.     |
| 3    | Jakub Mareczko   | Vini Zabù | s.t.     |

| Pos. | Corridore         | Squadra | Tempo    |
| ---- | ----------------- | ------- | -------- |
| 1    | Juan S. Molano    | UAE     | 9h02'42" |
| 2    | Matteo Moschetti  | Trek    | a 14"    |
| 3    | Vincenzo Albanese | Eolo    | s.t.     |

### 3ª tappa
- 30 settembre: Termini Imerese > Caronia – 180 km

Risultati
| Pos. | Corridore          | Squadra  | Tempo    |
| ---- | ------------------ | -------- | -------- |
| 1    | Alejandro Valverde | Movistar | 4h42'29" |
| 2    | Alessandro Covi    | UAE      | s.t.     |
| 3    | Jhonatan Restrepo  | Androni  | s.t.     |

| Pos. | Corridore          | Squadra  | Tempo     |
| ---- | ------------------ | -------- | --------- |
| 1    | Alejandro Valverde | Movistar | 13h45'18" |
| 2    | Alessandro Covi    | UAE      | a 7"      |
| 3    | Jhonatan Restrepo  | Androni  | a 9"      |

### 4ª tappa
- 1º ottobre: Sant'Agata di Militello > Mascali  – 180 km

Risultati
| Pos. | Corridore        | Squadra | Tempo    |
| ---- | ---------------- | ------- | -------- |
| 1    | Vincenzo Nibali  | Trek    | 4h24'29" |
| 2    | Simone Ravanelli | Androni | a 49"    |
| 3    | Alessandro Covi  | UAE     | s.t.     |

| Pos. | Corridore          | Squadra  | Tempo     |
| ---- | ------------------ | -------- | --------- |
| 1    | Vincenzo Nibali    | Trek     | 18h09'50" |
| 2    | Alejandro Valverde | Movistar | a 46"     |
| 3    | Alessandro Covi    | UAE      | a 49"     |

## Evoluzione delle classifiche
| Tappa              | Vincitore             | Classifica generale Maglia rossa e gialla | Classifica a punti Maglia ciclamino | Classifica scalatori Maglia verde pistacchio | Classifica giovani Maglia bianca |
| ------------------ | --------------------- | ----------------------------------------- | ----------------------------------- | -------------------------------------------- | -------------------------------- |
| 1ª                 | Juan Sebastián Molano | Juan Sebastián Molano                     | Juan Sebastián Molano               | Charles-Étienne Chrétien                     | Vincenzo Albanese                |
| 2ª                 | Juan Sebastián Molano | Juan Sebastián Molano                     | Juan Sebastián Molano               | Stefano Gandin                               | Matteo Moschetti                 |
| 3ª                 | Alejandro Valverde    | Alejandro Valverde                        | Juan Sebastián Molano               | Ben King                                     | Alessandro Covi                  |
| 4ª                 | Vincenzo Nibali       | Vincenzo Nibali                           | Juan Sebastián Molano               | Christian Scaroni                            | Alessandro Covi                  |
| Classifiche finali | Classifiche finali    | Vincenzo Nibali                           | Juan Sebastián Molano               | Christian Scaroni                            | Alessandro Covi                  |

Maglie indossate da altri ciclisti in caso di due o più maglie vinte
- Nella 2ª tappa Maximiliano Richeze ha indossato la maglia ciclamino al posto di Juan Sebastián Molano.
- Nella 3ª tappa Jakub Mareczko ha indossato la maglia ciclamino al posto di Juan Sebastián Molano.

## Classifiche finali

### Classifica generale - Maglia gialla e rossa
| Pos. | Corridore          | Squadra  | Tempo     |
| ---- | ------------------ | -------- | --------- |
| 1    | Vincenzo Nibali    | Trek     | 18h09'50" |
| 2    | Alejandro Valverde | Movistar | a 46"     |
| 3    | Alessandro Covi    | UAE      | a 49"     |
| 4    | Jhonatan Restrepo  | Androni  | a 55"     |
| 5    | Romain Bardet      | DSM      | a 58"     |
| 6    | Simone Velasco     | Gazprom  | a 59"     |
| 7    | Thymen Arensman    | DSM      | s.t.      |
| 8    | Lorenzo Fortunato  | Eolo     | s.t.      |
| 9    | Niklas Eg          | Trek     | s.t.      |
| 10   | Simone Ravanelli   | Androni  | a 1'03"   |

### Classifica a punti - Maglia ciclamino
| Pos. | Corridore          | Squadra  | Punti |
| ---- | ------------------ | -------- | ----- |
| 1    | Juan S. Molano     | UAE      | 24    |
| 2    | Alejandro Valverde | Movistar | 23    |
| 3    | Alessandro Covi    | UAE      | 18    |
| 4    | Matteo Moschetti   | Trek     | 17    |
| 5    | Romain Bardet      | DSM      | 16    |

### Classifica scalatori - Maglia verde pistacchio
| Pos. | Corridore          | Squadra  | Punti |
| ---- | ------------------ | -------- | ----- |
| 1    | Christian Scaroni  | Gazprom  | 45    |
| 2    | Alejandro Valverde | Movistar | 32    |
| 3    | Ben King           | Rally    | 30    |
| 4    | Vincenzo Nibali    | Trek     | 30    |
| 5    | Alessandro Covi    | UAE      | 21    |

### Classifica giovani - Maglia bianca
| Pos. | Corridore         | Squadra | Tempo     |
| ---- | ----------------- | ------- | --------- |
| 1    | Alessandro Covi   | UAE     | 18h10'39" |
| 2    | Thymen Arensman   | DSM     | a 10"     |
| 3    | Lorenzo Fortunato | Eolo    | s.t.      |
| 4    | Mattia Bais       | Androni | a 1'30"   |
| 5    | Omer Goldstein    | Israel  | a 2'33"   |